# Vuelo 1525 de Aria Air
El 24 de julio de 2009, un Ilyushin Il-62 de Aria Air, se estrelló tras efectuar el aterrizaje en el aeropuerto Internacional de Mashhad, en el norte de Irán. Esta fue la segunda catástrofe aérea que vivió Irán durante 2009, tras el vuelo 7908 de Caspian Airlines, en el que murieron 168 pasajeros.

## Avion
La aeronave involucrada era un Ilyushin IL-62M , registrado UP-I6208. La aeronave entró en servicio con Interflug el 1 de junio de 1989 con matrícula DDR-SEY. El 3 de octubre de 1990 se volvió a registrar D-AOAM, sirviendo con Interflug hasta julio de 1991 cuando se vendió a Aeroflot y se volvió a registrar CCCP -86578. En enero de 1993, como resultado de la división de los antiguos activos soviéticos de Aeroflot, se convirtió en parte de la flota de Uzbekistan Airways y en marzo de 1993 se volvió a registrar UK-86578. A principios de la década de 2000, el avión se retiró del servicio. En octubre de 2007 fue arrendado a DETA Air de Kazajistán, volviéndose a registrar UN-86509 y luego en julio de 2008 UP-I6208. Fue alquilado a Aria Air en marzo de 2009. 

## Accidente
A las 13:40 UTC (18:10 hora iraní), la aeronave toma tierra. 
El proceso de frenado es inútil, y tras pasarse los más de 3.900 metros de pista, se sale de esta.
De las 162 personas de a bordo, fallecen 18, la mayoría miembros de la tripulación.

## Restos del aparato
El morro y las tres primeras filas de asientos, han quedado completamente destruidas, quedando el avión inutilizable.

## Causas

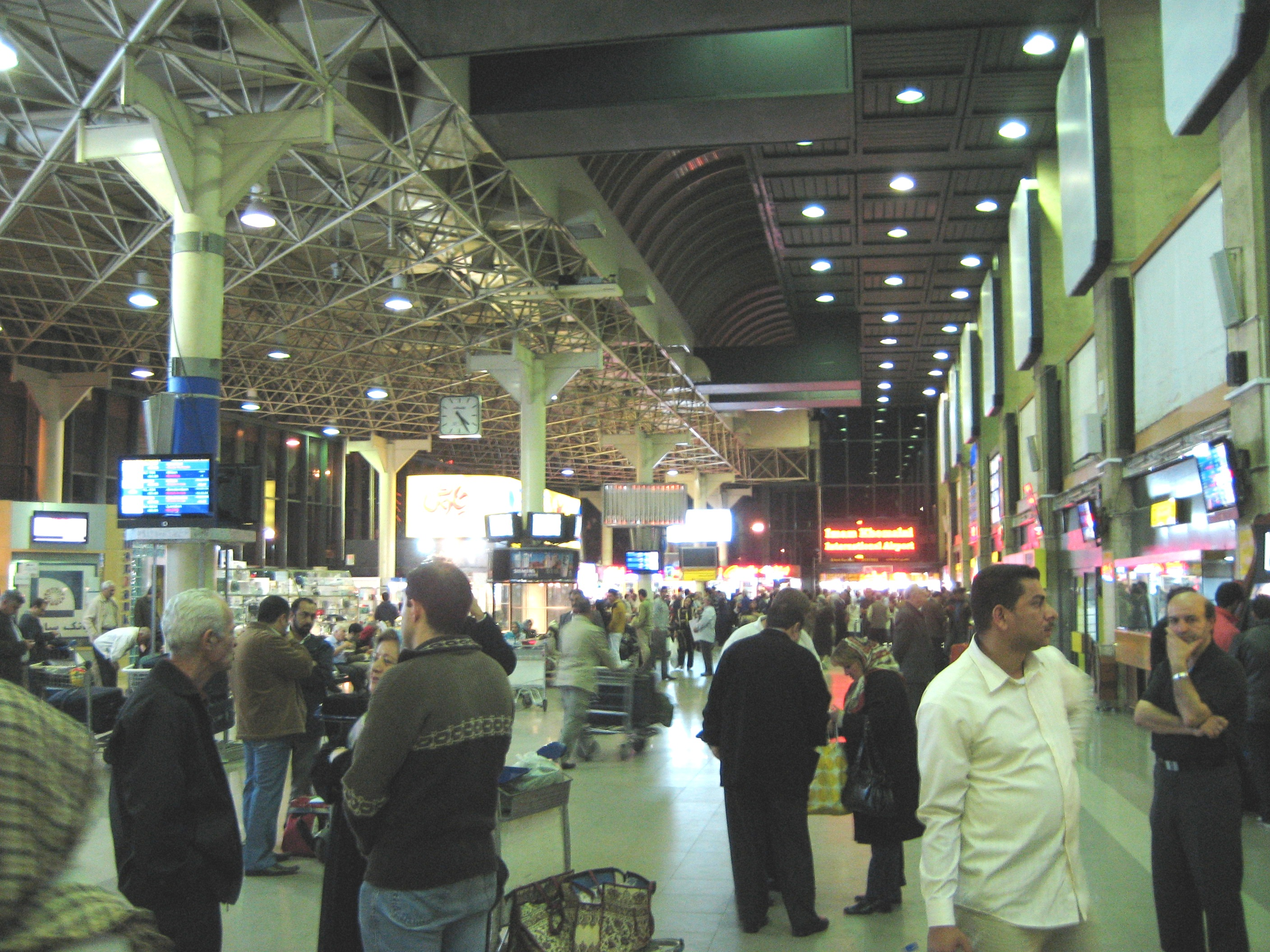
Aeropuerto Internacional de Mehrabad, aeropuerto de origen del vuelo.

Según la investigación de la Organización de Aviación Civil de Irán, la velocidad de aproximación a lo largo de la trayectoria de planeo fue de 325 kilómetros por hora (200 mph; 175 kN), que fue aproximadamente 50 kilómetros por hora (30 mph; 25 kN) más que la velocidad recomendada. Se podrían haber tomado medidas correctivas, pero el inversor del motor y los sistemas de spoiler no se utilizaron correctamente para reducir la velocidad.
Como resultado del accidente, se suspendió el Certificado de Operador Aéreo de Aria Air.